# Indio
L'indio è l'elemento chimico di numero atomico 49 e il suo simbolo è In. Questo metallo raro, malleabile e basso-fondente è chimicamente affine all'alluminio e al gallio ma più ancora allo zinco, i cui minerali sono la principale fonte di questo elemento. L'indio si usa principalmente per rivestire altri materiali con un film sottile che ha funzione lubrificante (durante la seconda guerra mondiale fu ampiamente usato per rivestire le bronzine degli aerei ad alte prestazioni).

## Caratteristiche
L'indio è un metallo molto tenero, bianco-argenteo, brillante e lucido. Come lo stagno, anche l'indio emette un acuto stridio quando delle barrette di indio metallico vengono piegate. Come il gallio, anche l'indio è capace di bagnare il vetro.
Una proprietà insolita dell'indio è di essere radioattivo: anche se molto debolmente, i suoi atomi decadono lentamente per decadimento beta trasmutandosi in atomi di stagno. Questa radioattività non è considerata pericolosa, poiché il tempo di dimezzamento dell'indio è circa 50 000 volte maggiore del torio naturale: la sua emivita è di 4×1014 anni, cioè migliaia di volte maggiore dell'età stimata dell'universo. Inoltre l'indio non è, al contrario del suo vicino cadmio, un pericoloso veleno cumulativo ed è piuttosto raro nella crosta terrestre.

## Applicazioni
La prima applicazione su vasta scala dell'indio fu per rivestire le bronzine dei motori degli aerei da combattimento durante la seconda guerra mondiale. In seguito la produzione aumentò gradualmente man mano che venivano trovati nuovi usi nelle leghe per fusione, nella saldatura e nell'elettronica. Dalla seconda metà degli anni ottanta in poi, lo sviluppo di semiconduttori di fosfuro di indio e di pellicole sottili di ossido di indio drogato con stagno per i pannelli a cristalli liquidi (LCD) destò un sempre maggiore interesse; dal 1992 il consumo per i film sottili è diventato l'uso prevalente per questo elemento. Altri usi dell'indio sono:
- In leghe a basso punto di fusione. Una lega al 24% di indio e 76% di gallio è liquida a temperatura ambiente.
- Per fotoconduttori, transistor al germanio, rettificatori e termistori.
- Come rivestimento per altri metalli e per il vetro, su cui crea uno specchio di qualità pari a quelli di argento ma più resistenti alla corrosione.
- Come campione di riferimento per la taratura di strumenti come il calorimetro a scansione differenziale (DSC, dall'inglese Differential Scanning Calorimeter) per la sua caratteristica di avere un punto di fusione molto netto.
- L'ossido di indio si usa nella manifattura di pannelli elettroluminescenti.
- L'indio-111 è un gamma-emettitore ed è utilizzato in medicina nucleare ad esempio per la diagnosi di tumori neuroendocrini.

## Storia
L'indio (così battezzato per la riga indaco nel suo spettro atomico) fu scoperto da Ferdinand Reich e Hieronymus Theodor Richter nel 1863 mentre con uno spettrografo stavano cercando il tallio in alcuni minerali di zinco. Richter riuscì ad isolare il metallo puro nel 1867.

## Disponibilità
L'indio viene prodotto principalmente da residui della lavorazione del minerale di zinco, ma si può trovare anche in minerali di ferro, piombo e rame. Il quantitativo di indio consumato annualmente è soprattutto in funzione della produzione mondiale di schermi LCD nei quali l'ITO è usato come conduttore trasparente; un aumento dell'efficienza di fabbricazione e del riciclaggio (soprattutto in Giappone) mantengono un equilibrio fra domanda ed offerta di mercato: il prezzo medio dell'indio nel 2000 per gli Stati Uniti fu di 188 $ per chilogrammo.
Fino al 1924 era stato estratto soltanto un solo grammo di indio puro in tutto il pianeta. Si stima che la Terra contenga circa 0,1 ppm di indio, che quindi ha la stessa abbondanza dell'argento. Il Canada è leader nella produzione dell'indio con più di un milione di troy ounce prodotte (31 100 kg) nel 1997.

## Precauzioni
L'indio puro metallico è considerato in genere non tossico, ma alcune ricerche indicano che i suoi composti potrebbero essere debolmente tossici. Comunque, né nell'industria delle fusioni né in quella dei semiconduttori, dove l'esposizione all'indio è relativamente alta, sono mai stati segnalati casi di intossicazione da esso.
Altre fonti invece sono più caute in proposito.